# Chris Neil
Chris Neil, född 18 juni 1979, är en kanadensisk före detta professionell ishockeyspelare som spelade hela sin karriär för Ottawa Senators i NHL.
Han draftades i sjätte rundan i 1998 års draft av Ottawa Senators som 161:a spelare totalt.
2017 avslutade Neil sin spelarkarriär.